# Gasthaus Stern (Sugenheim)

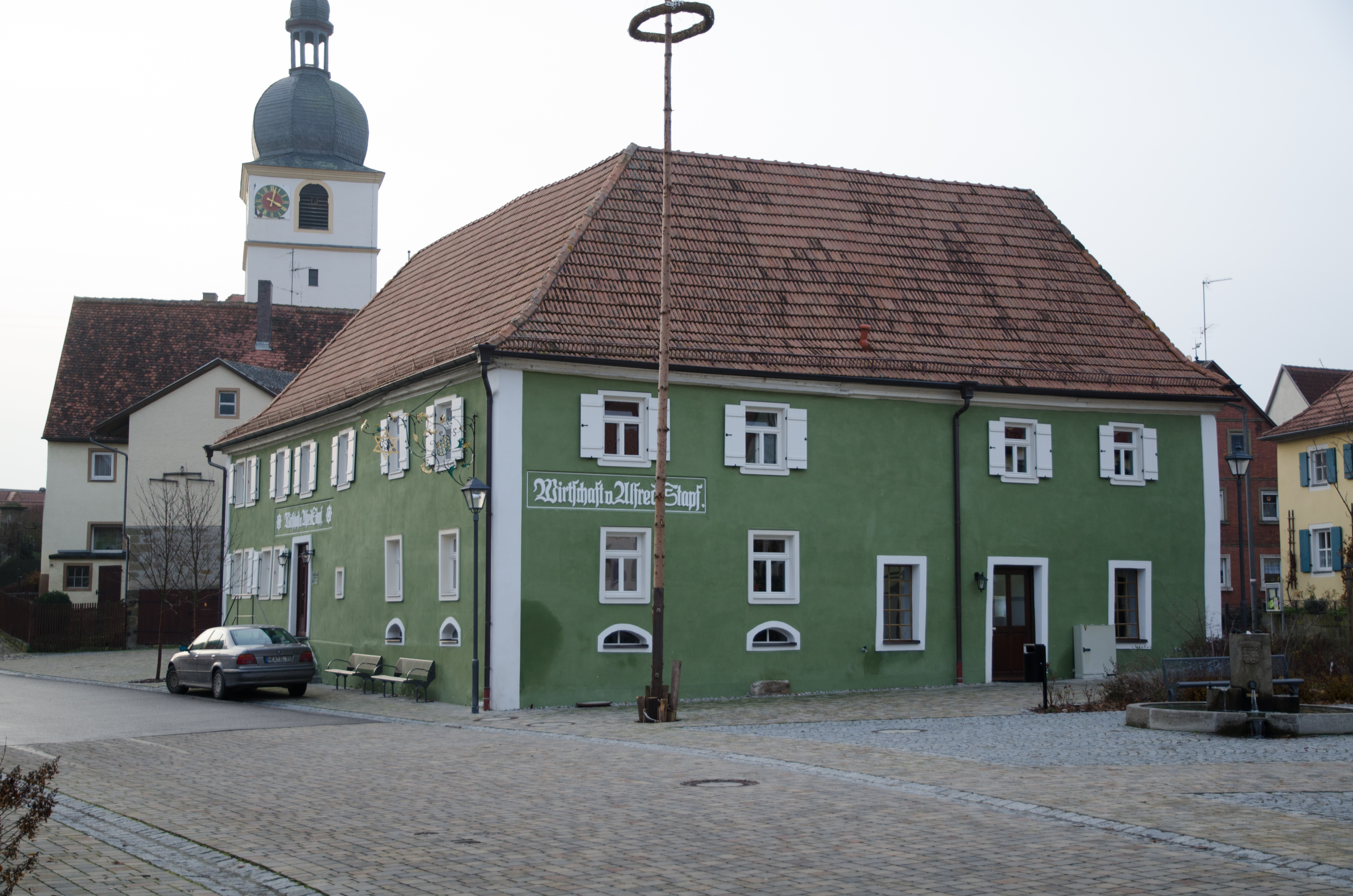
Ehemaliges Gasthaus Stern in Sugenheim

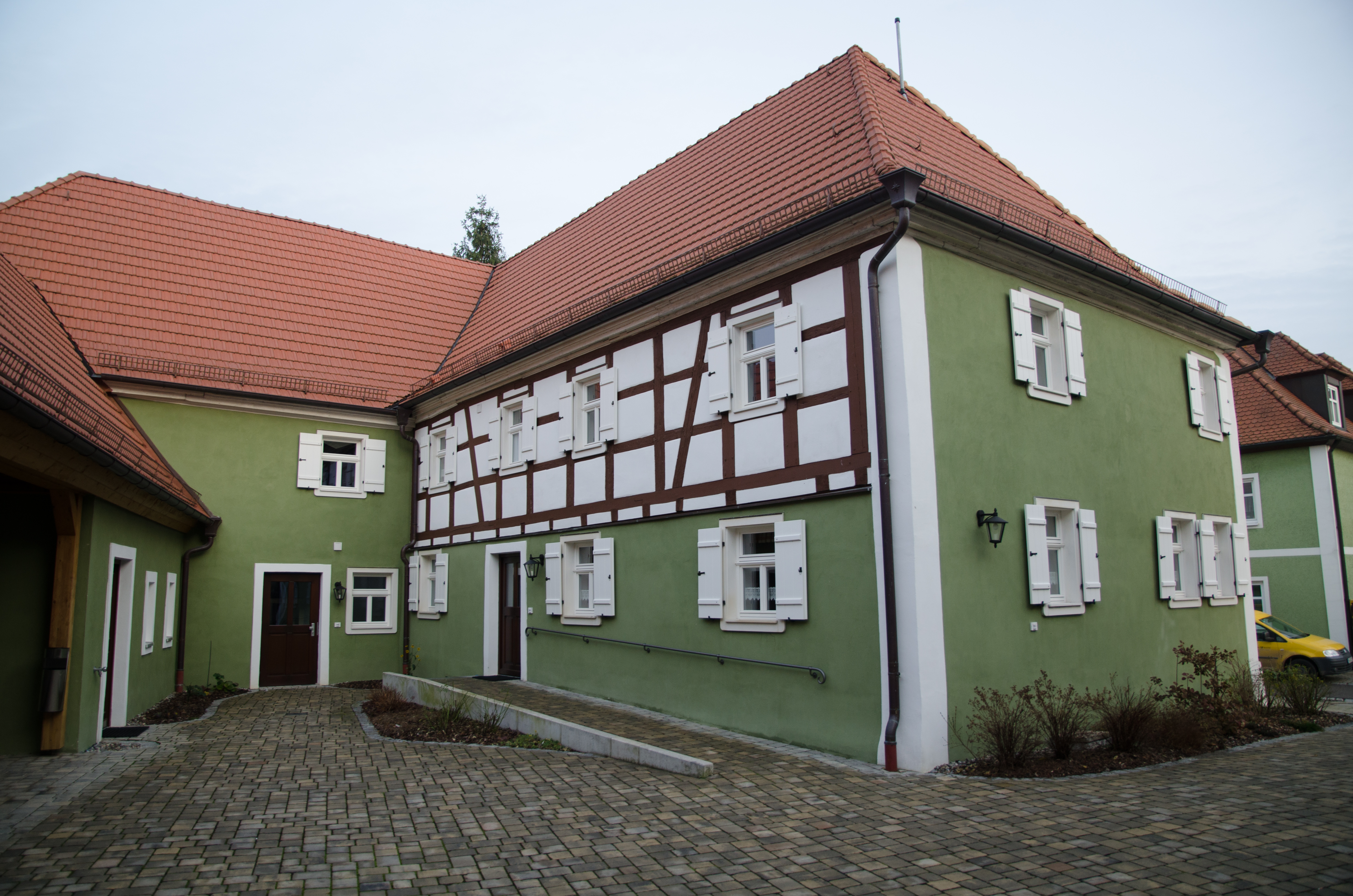
Rückseite

Das Gasthaus Stern in Sugenheim, einer Marktgemeinde im mittelfränkischen Landkreis Neustadt an der Aisch-Bad Windsheim in Bayern, wurde im Kern 1693 errichtet. Das ehemalige Gasthaus an der Mühlstraße 2 ist ein geschütztes Baudenkmal.

## Beschreibung
Der zweigeschossige Winkelbau mit Walmdach und Putzgliederung besitzt ein verputztes Fachwerkobergeschoss. Der eingeschossige Erweiterungsbau wurde 1760 und der Nordflügel 1782 errichtet.
Das schmiedeeiserne Wirtshausschild ist mit der Jahreszahl 1880 bezeichnet. Die wandhohen Holzverkleidungen in der Gaststube vom Anfang des 20. Jahrhunderts sind erhalten worden.
Nach der Renovierung durch die Gemeinde Sugenheim wurde das Gebäude im Jahr 2008 als Haus der Vereine wiedereröffnet.